# Posušje
Posušje – miasto w południowo-zachodniej Bośni i Hercegowinie, w Federacji Bośni i Hercegowiny, w kantonie zachodniohercegowińskim, siedziba gminy Posušje. W 2013 roku liczyło 6267 mieszkańców, z czego większość stanowili Chorwaci.